# Colegio de San Juan Evangelista
El colegio de San Juan Evangelista fue una institución educativa en Florencia regida por la Compañía de Jesús.

## Historia

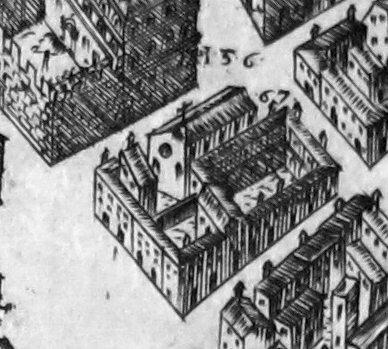
El colegio y su iglesia en la Pianta del Buonsignori (publicada en 1594).

Los primeros jesuitas llegaron a Florencia en 1551, instalándose sucesivamente en diversas casas de alquiler, con carácter provisional. Tres años después, en 1554, posiblemente por influencia de Leonor de Toledo, esposa de Cosme I, duque de Florencia, este último donó a la Compañía una pequeña iglesia medieval dedicada a San Juan Evangelista, así como su rectorado. La iglesia había sido construida a mediados del siglo XIV. Los jesuitas continuaron su labor educativa y pastoral en esta iglesia de pequeñas dimensiones a pesar de contar progresivamente con un mayor número de fieles que acudían a confesarse, oír misa o prédicas en la iglesia. En 1569 Cosme I donó al colegio el que había sido convento de Frattini en la puerta de San Gallo para que sirviera de finca de recreo al colegio. Entre aproximadamente 1563 y 1567 enseñó en el colegio, el jesuita (y futuro cardenal) Roberto Belarmino.
Hacia los inicios de la década de 1570 la Compañía planteó la posibilidad de reconstruir la iglesia y colegio según una planta más amplia, sin embargo la particular gestión de la Compañía en torno al patronazgo dificultó encontrar fondos para este objetivo.

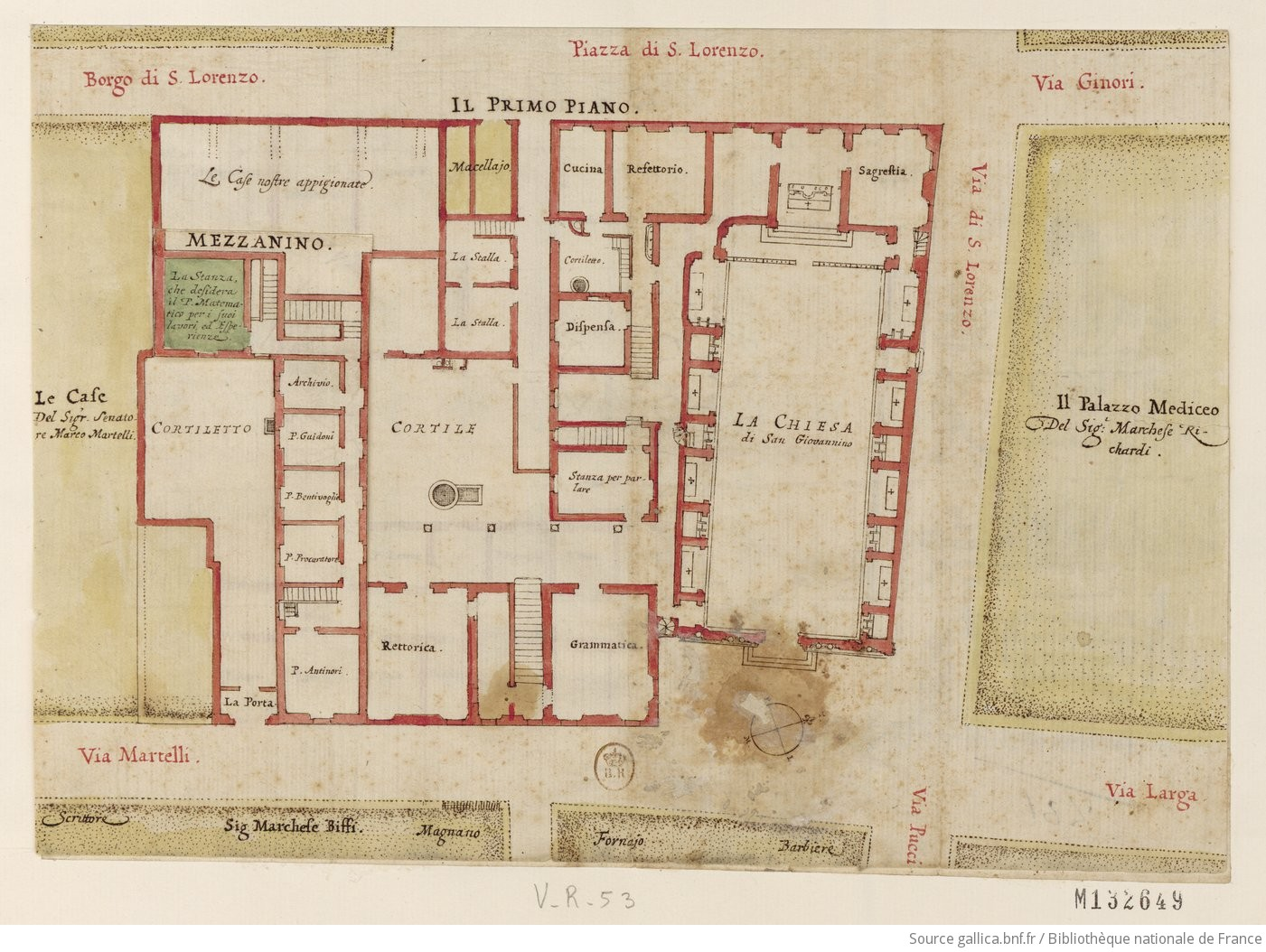
Planta del colegio e iglesia hacia mediados del siglo XVII

Sería hacia el año 1577, cuando el arquitecto Bartolomeo Ammannati y su esposa la poetisa Laura Battiferi ofrecieron importantes donaciones para la construcción de una nueva iglesia y colegio. Esta generosidad cristalizaría en 1581 cuando el matrimonio Ammannati (que no contaba con descendencia) dejó como heredera a la Compañía de Jesús. Las obras de la nueva iglesia, según planos del propio Ammanati comenzaron en 1579 y finalizarían en 1592. También en ese año de 1577 el colegio contó entre sus alumnos a Luis Gonzaga (futuro jesuita, canonizado en 1726) y su hermano Rodolfo. A finales del siglo XVI también siguió estudios de humanidades en el colegio, Maffeo Barberini (futuro Urbano VIII).
En 1631 murió Benedetto Biffoli, patricio florentino, que había instituido al colegio como heredero de todos sus bienes. Entre estos se incluía el conocido como oratorio del Salvador que daría lugar a la formación en 1632 del Noviciado del Salvador. Las donaciones de Biffoli también permitieron la ampliación del colegio hacia el sur, doblando la extensión de sus dependencias.
El colegio fue visitado por distintos príncipes a lo largo de su historia:
- El 31 de julio de 1661, con motivo de la fiesta de San Ignacio de Loyola (fundador de la Compañía), recibió la visita de Fernando Carlos, conde del Tirol; acompañado de su esposa Ana  de Médici; Victoria della Rovere, esposa de Fernando II de Toscana; y otros príncipes de la familia granducal.

- En 1740 fue visitado por Francisco de Lorena, gran duque de Toscana y futuro emperador, y su esposa, la archiduquesa María Teresa de Austria.

El final del colegio se vería ligado a la supresión de la Compañía de Jesús en 1773. Dos después, el colegio fue encomendado a los escolapios, que lo conservarían hasta 1878 en que cedieron una parte para fundar un Ginnasio Regio con el nombre de Galileo. En 1884 el colegio de los escolapios se fusionaría con el Ginnasio Regio formado el Liceo Galileo que continúa en funcionamiento.

## Descripción

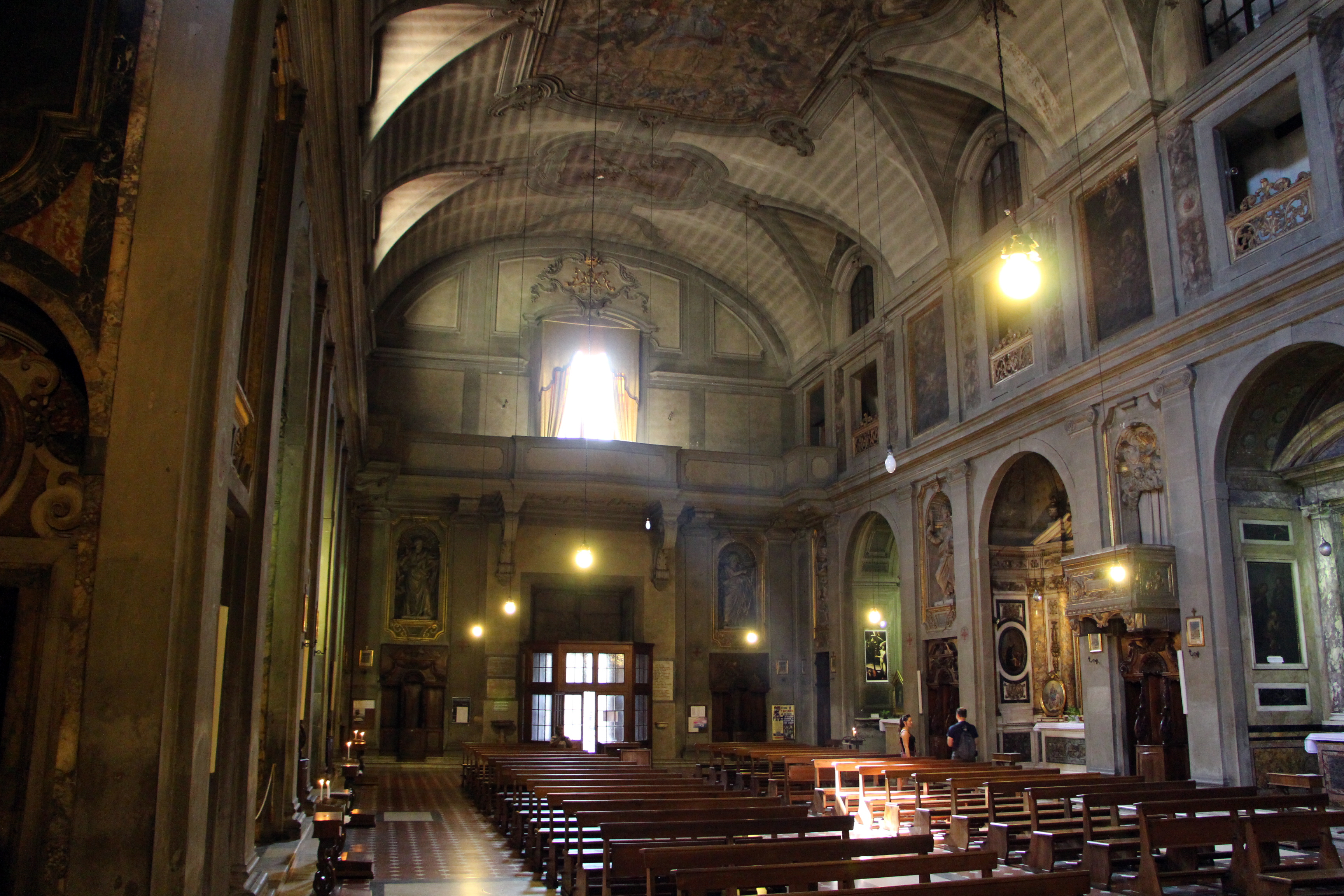
Vista del interior de la nave de la iglesia del colegio hacia sus pies.

El colegio y la iglesia se encontraban en el centro de Florencia. En concreto, sus fachadas principales se situaban en la vía dei Martelli, con el colegio más al sur y la iglesia en la parte norte. La iglesia cuenta con una pequeña plaza delante de su fachada principal a la via dei Martelli. En su iglesia se encuentran enterrados los  principales benefactores del colegio: Bartolomeo Ammanati y su mujer Laura Battiferi; y Benedetto Biffoli (enterrado al pie del altar mayor).
La iglesia presenta una estructura de nave única y está construida en estilo manierista. Este estilo es también en el que se encuentra construido el colegio.